# فرودگاه چوکورداه

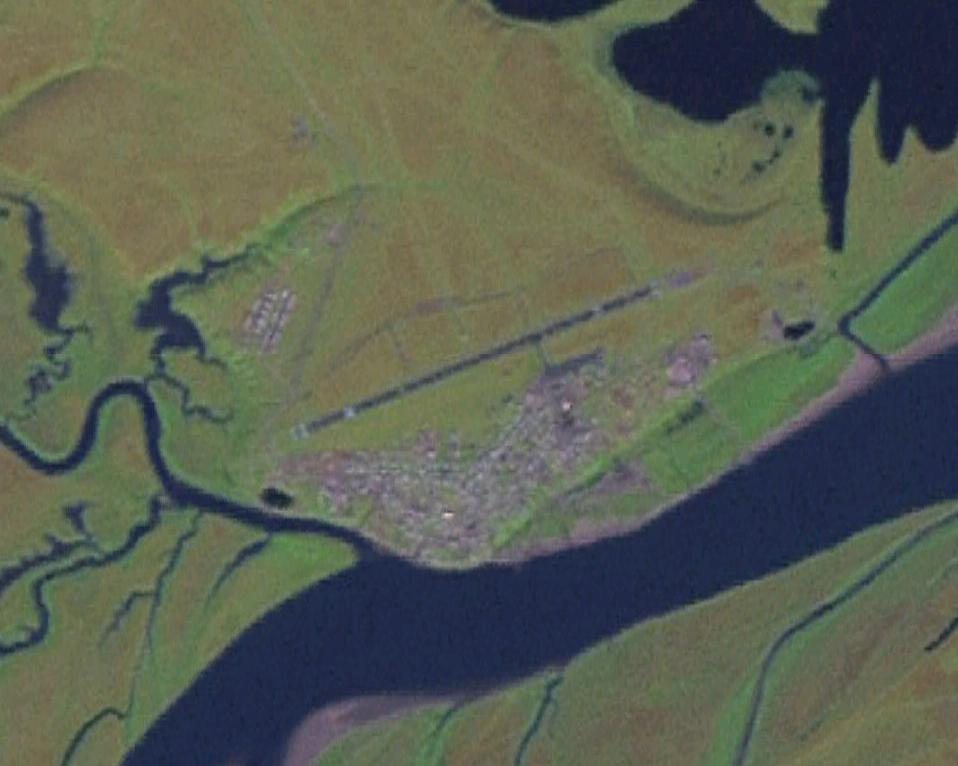
فرودگاه چوکورداه

فرودگاه چوکورداه (به روسی: Чокурдах) فرودگاهی عمومی واقع در چوکورداه در کشور روسیه است.

## شرکت‌های هواپیمایی و مقصدهای پروازی
| شرکت‌های هواپیمایی | مقصدهای پروازی |
| ----------------- | -------------- |
| یاکوتیا ایرلاینز  | یاکوتسک        |